# Catharylla
Catharylla är ett släkte av fjärilar. Catharylla ingår i familjen Crambidae.
Kladogram enligt Catalogue of Life:
| Catharylla | \| \| Catharylla contiguella \| \| \| \| \| \| Catharylla interrupta \| \| \| \| \| \| Catharylla paulella \| \| \| \| \| \| Catharylla sericina \| \| \| \| \| \| Catharylla tenellus \| \| \| \| |
|            | \| \| Catharylla contiguella \| \| \| \| \| \| Catharylla interrupta \| \| \| \| \| \| Catharylla paulella \| \| \| \| \| \| Catharylla sericina \| \| \| \| \| \| Catharylla tenellus \| \| \| \| |
|            | Catharylla contiguella |
|            | |
|            | Catharylla interrupta |
|            | |
|            | Catharylla paulella |
|            | |
|            | Catharylla sericina |
|            | |
|            | Catharylla tenellus |
|            | |